# Sarabauite
La sarabauite è un minerale.